# Herbert Block
Herbert Block (geboren 1. Januar 1903 in Berlin; gestorben 6. Mai 1988 in Bethesda, Maryland) war ein deutsch-US-amerikanischer Ökonom.

## Leben
Herbert Block studierte Nationalökonomie in Berlin, Wien und Freiburg im Breisgau, wo er 1926 promoviert wurde. Seine erste Stelle hatte er als Redakteur der Zeitung Magazin der Wirtschaft bis 1931. 1932 arbeitete er als Berater beim Völkerbund und zwischen 1933 und 1934 als Redakteur bei der Vossischen Zeitung in Berlin, bis diese von den  Nationalsozialisten geschlossen wurde. 1934 emigrierte er in das republikanische Spanien, wo er bis zum Ausbruch des Spanischen Bürgerkriegs als Dozent an der Universität Madrid lehrte. 1936 ging er in die Schweiz und schlug sich dort als Journalist durch. 1940 gelang ihm die Emigration in die USA, wo er bis 1944 als Forschungsassistent an der New School for Social Research arbeitete und Untersuchungen zur Wirtschaftspolitik im nationalsozialistischen Deutschland anfertigte. 1944 fand er eine Anstellung beim OSS und nach Kriegsende im Außenministerium der Vereinigten Staaten, in dem er bis zu seinem Ruhestand 1973 als Abteilungsleiter und Experte mit dem Schwerpunkt Wirtschaftspolitik der Sowjetunion wirkte. Daneben war er ab 1963 als Dozent an der School of Advanced International Studies in Washington, D.C. tätig und später noch bei der Brookings Institution.

## Schriften (Auswahl)
- Die Marxsche Geldtheorie. Jena : G. Fischer, 1926 Zugl.: Freiburg i. B., R.- u. staatswiss. Diss.
- German methods of allocating labor : research project on social and economic controls in Germany and Russia. New York, NY : New School for Social Research, 1942
- Industrial concentration versus small business : the trend of Nazi policy. New York : The Graduate Faculty of Political and Social Science, New School for Social Research, [1943?]